# جورج إلياس مولر
جورج إلياس مولر (بالألمانية: Georg Elias Müller)‏ هو عالم نفس ألماني، ولد في 20 يوليو 1850 في غريما في ألمانيا، وتوفي في 23 ديسمبر 1934 في غوتينغن في ألمانيا.

## السيرة الذاتية

### النشأة
وُلد جورج إلياس مولر في غريما، ساكسونيا في 20 يوليو 1850 لوالده أوغست فريدريك مولر ووالدته روزالي زيهمي مولر. كان والده عالم لاهوت وأستاذ دين في الأكاديمية الملكية القريبة. كانت عائلته منخرطة بعمق في الأرثوذكسية الإحيائية (النيو لوثرية) التي انفصلت عنها في النهاية. ارتاد عندما كان طفلًا صالة الألعاب الرياضية في لايبزيغ.

### السيرة المهنية
ارتاد في عمر 18 عامًا جامعة لايبزيغ حيث درس التاريخ والفلسفة، وتعرف خلال وجوده هناك إلى الفلسفة الهيربارتية. كان يُنظر إليه دائما على أنه مواظب على الدروس ولديه اهتمام بالتصوف الذي مارسه عن طريق القراءة لغوته، بايرون، وشيلي. واجه مولر صعوبة في الاختيار بين التاريخ والفلسفة، وابتعد لسنتين عن لايبزيغ لكي يتخذ قراره. خلال هاتين السنتين، دخل إلى الجيش الألماني منذ عام 1870 كمتطوع، وشارك في الحرب الفرنسية البروسية. اختار الفلسفة ما قاده إلى دراسة علم النفس.
بدأ بالتركيز أكثر على العلوم الإنسانية ودرس الفلسفة والتاريخ. بالرغم من عدم مشاركة ميلر لهيرمان لوتزه في آرائه، فهو يَنسب إليه دفعه نحو علم النفس، البحث والتفكير النقدي. عرَّفه أستاذه غوستاف ثيودور فيشنر في جامعة لايبزيغ لعلم النفس البدني وأستاذ آخر، أرسله موريتز فيلهلم دروبيسك إلى جامعة غوتنغن ليدرس مع لوتزه وليسهل مهنته. عرَّف لوتزه مولر لأول مرة على علم النفس العلمي.
أكمل دراسته لدرجة الدكتوراه عام 1873 تحت إشراف لوتزه في غوتنغن. خلّف منصب لوتزه في غوتنغن في إبريل من عام 1881 كبريفتدوزنت (لقب يعني محاضرًا خارجيًّا) وأسس واحدًا من أول مختبرات علم النفس التجريبي القليلة في العالم. بقي كبريفتدوزنت لأربعين سنة. كان مولر عالم نفس تجريبي بالدرجة الأولى، وغالبا ما يعمل في المختبر ويجري بحوثًا تجريبية دقيقة. كان بارزًا في بحوث زمن رد الفعل بشكل خاص، وأيضًا علم النفس البدني ونظرية اللون. ينسب له جزء من نظرية الصِّدام، الصِّدام الرجعي، وهي النظرية التي ما تزال بارزة في الوقت الحالي. وألقى محاضرات خلال تواجده في غوتنغن عن هذه المواضيع: المنهج الفسيولوجي، الذاكرة، وظواهر الاختراق. اخترع مولر اسطوانة الذاكرة؛ وهو جهاز يستعمل في بحوث التعلُّم الشفوي. كانت أطروحة مولر عن نظريات الانتباه الميكانيكي. لم تكن نظرية مدعومة ولكنها سمحت له بأن يصبح عضوًا في الكلية في غوتنغن. نشر كتاب أسس علم النفس البدني (Die Grundlegung der Psychophysik) عندما كان عضو هيئة تدريس في غوتنغن ما ساعد في تعديل أجزاء من عمل فريدريك. خلال فترة عمله المبكرة في هيئة التدريس في غوتنغن، تجادل بخصوص بمقاييس التزوير للتجارب التي قدمت نظرية بديلة واضحة. لاحقًا في حياته المهنية، فيما وصفه مولر بالسنوات الذهبية لمختبر غوتنغن، أنتج الملخص القياسي في علم النفس البدني (Komplextheorie أو نظرية الكوكبة). ساعد هذا الملخص إيدوارد برادفورد تيتشنر في عمله. كان الملخص نظرية ميكانيكية للتصور مبنية على معتقدات يوهان فريدريش هربرت. أُسست عام 1903 الجمعية الألمانية لعلم النفس التجريبي (Deutsche Gesellschaft für experimentelle Psychologie) وكان مولر رئيس الجمعية حتى عام 1927.

## أعماله في علم النفس

### ظواهر اللون
تقاعد مولر عام 1922، وبدأ بعدها بدراسة ظواهر اللون. طوَّر خلال دراسته لظواهر اللون نظرية اللون التي قدمها إيوالد هيرينغ، وعمل على نظرية المرحلتين. تضمنت المرحلة الأولى المستقبلات الشبكية ومن ثم حُولت الإشارات إلى أربعة ألوان أساسية عكسية. كتب عام 1930 كتابين ملخصين ساعدا في تعريف نظرية اللون.

### الذاكرة
كانت دراسات مولر بارزة في مجال الذاكرة. درس مولر تأثيرات الصور البارزة وغير البارزة على الذاكرة. وَضع نظرية في أن التفكير في الصور غير المميزة جعل الحفظ والتعلم أكثر فعالية. واتفق مع مدرسة فورتسبورغ على صور غير مميزة لكنه شعر بأنه من الأفضل فهمها، وكان هنالك حاجة لدراسة عن الصور المميزة. أجرى مولر بحثًا عن الذاكرة مع غوتفريد روكل، وهو طالب دكتوراه في الرياضيات في غوتنغن، والذي وُصف بمعجزة الذاكرة. كان بحثه مع روكل عن ذاكرته الاستثنائية من خلال عرض النتائج التجريبية على دور التجميع في التعلم.
يُنسَب لمولر وتلميذه الفونس بيلزيكر مصطلح «الاستحصاف». يعني هذا المصطلح أن التعلم لايخلق ذكريات دائمية موحدة بشكل تلقائي، تحتاج الذكريات إلى وقت لكي تُتّعلم أو تستحصف بشكل دائم. استعمل مولر لاختبار الاستحصاف مقاطع كلام فارغ، قدمها هيرمان إبينغهاوس، لمعرفة عدد التجارب اللازمة لتعلم المقاطع الكلام الفارغ ونسخها بشكل كامل. حدد مولر وبيلزيكر كمية التعلم عن طريق قياس النسبة الصحيحة. قال بعض المشاركين في تجربتهم أن مقاطع الكلام الفارغ كانت تتبادر إلى أذهانهم بين جلسات التدريب حتى عندما كانوا يحولون كبتها، وأطلقو عليها اسم المداومة.

### الصدام الرجعي
صاغ مولر واختبر نظرية الصدام الرجعي. الصدام الرجعي هو عندما تُشكل مادة غير ذات علاقة صعوبة في تعلم مادة جديدة. درس مولر وتلميذه بيلزيكر هذا عن طريق تقديم لائحة من المقاطع للشاركين لمدة 6 دقائق ومن ثم تقديم ثلاثة لوحات طبيعية والطلب من المشاركين وصفها. اختُبر المشاركون في مقدار تذكرهم من تلك الائحة. قُدمت لائحة المراقبة لهم دون أي شرود عن اللوحات الطبيعية وكانت القدرة على تذكر الذي كان على لائحة المراقبة أعلى من اللائحة المقترنة باللوحات. دعم هذا الصدام الرجعي، وجعلت المعلومات من اللوحات تذكُّر المقاطع أكثر صعوبة من الائحة الأولى.

## أعماله
- عن نظرية الوعي (1873)
- عن أُسس علم النفس البدني (1878)
- عن نظرية التقلصات العضلية (1891)
- عن تحليل تصور الاختلاف (1899)، بالاشتراك مع إل. جي. مارتن.
- مساهمات تجريبية في علم الذاكرة (1990)

## وصلات خارجية
- جورج مولر على موقع الموسوعة البريطانية (الإنجليزية)